# Тодд Сквайрес
Тодд М. Сквайрс (англ. Todd M. Squires) — професор хімічної інженерії в Університеті Каліфорнії у Санта-Барбарі.
Наукові зацікавлення: мікрофлюїдика, електрокінетика, транспорт.
Освіта: Гарвардський університет

## Окремі публікації
- Microrheology — Eric M. Furst; Todd M. Squires.

## Інтернет-ресурси
- Тодд Сквайрес — сторінка в Гугл Академії
- Todd Squires. Professor at Department of Chemical Engineering, UC Santa Barbara. На сторінці linkedin.com